# Michael Palin
Michael Palin, född 5 maj 1943 i Sheffield, South Yorkshire, är en brittisk komiker, skådespelare, manusförfattare, programledare och tidigare medlem i Monty Python.
Palin studerade historia vid Oxford University där han träffade Terry Jones och de började skriva sketcher tillsammans. Palins och Jones genombrott kom när de rekryterades till manusskrivarteamet för BBC:s satirshow The Frost Report, som sändes 1966-1967. Där kom de i kontakt med John Cleese (som både skrev och var skådespelare), Graham Chapman och Eric Idle. Palins eget genombrott framför kameran kom i ITV-serien Do Not Adjust Your Set 1967-1969, som var ett komediprogram för barn, men som också fick en vuxen publik. Palin och Jones gjorde sedan en egen TV-serie, The Complete and Utter History of Britain (1969).
Därefter följde Monty Pythons flygande cirkus 1969-1974.
Efter Monty Python-åren spelade Palin i serien Ripping Yarns 1976-1979, som var en parodi på pojkäventyrs-berättelser från början av 1900-talet. Palin skrev serien tillsammans med Jones. Trots framgångarna för Ripping Yarns blev detta den sista komedi-tv-serie som Palin framträdde i. Istället koncentrerade han sig på filmer. Han var med och skrev och spelade i de fyra Monty Python-filmerna från 1971 till 1983.
Från slutet av 1980-talet har Palin koncentrerat sig på resedokumentärer. Den första var Around the World in Eighty Days (1989) där han följde i Phileas Foggs fotspår. Han har även gjort dokumentärfilmer om mat och bilar och har gett ut reseberättelser i bokform.
Palin har skrivit två romaner: Hemingway's Chair (1995) och The Truth (2012). 1994 skrev Palin pjäsen The Weekend som sattes upp på Strand Theatre i London med Richard Wilson i huvudrollen. Sedan 2006 pågår en utgivning av Palins dagböcker. Hittills har tre delar kommit ut - den senaste delen heter Travelling to work och gavs ut 2014.

## Utmärkelser
Asteroiden 9621 Michaelpalin är uppkallad efter honom.
- BAFTA Award för bästa manliga biroll, för En fisk som heter Wanda,  1989
- Europeiska filmakademins livsgärningspris, med  John Cleese, Terry Gilliam, Eric Idle, Terry Jones och Graham Chapman,  2001[3]
- BAFTA Academy Fellowship Award,  2013[4]
- Patron’s Medal,  2013[5]
- Kommendör av Sankt Mikaels och Sankt Georgsorden,  2019
- Fellow of the Royal Society of Literature,  2020[6]
- Ness Award
- James Joyce-priset
- Livingstonemedaljen
- Kommendör av 2 klass av Brittiska imperieorden

[Redigera Wikidata]

## Filmografi i urval
- The Frost Report (1966–1967)
- Konsten att irritera folk (1968)
- Monty Pythons flygande cirkus (1969-1974) (TV-serie)
- Livet e' python (1971)
- Monty Pythons galna värld (1975)
- Ripping Yarns (1976-1979) (TV-serie)
- Stackars Dennis (1977)
- Ett herrans liv (1979)
- Time Bandits (1981)
- Monty Python i Hollywood (1982)
- Missionären (1982)
- Meningen med livet (1983)
- Svinaktiga affärer (1984)
- Brazil (1985)
- En fisk som heter Wanda (1988)
- Michael Palin: Around the World in 80 Days (1989)
- American Friends (1991)
- Det susar i säven (1996)
- Otäcka odjur (1997)
- Michael Palin's Hemingway Adventure (1999)
- Not the Messiah (He's a Very Naughty Boy) (2010)
- Arthur och julklappsrushen (2011)
- A Liar's Autobiography: The Untrue Story of Monty Python's Graham Chapman (2012)
- Monty Python Live (Mostly) (2014)
- Absolutely Anything (2015)
- The Death of Stalin (2017)
- 2026 – The Magic Faraway Tree

## Reseberättelser
- Jorden runt på 80 dagar
- Från pol till pol
- Stilla havet kring
- Hemmingway Adventure
- Sahara with Michael Palin
- Himalaya med Michael Palin
- New Europe